# Malo (geslacht)
Malo is een geslacht van neteldieren uit de familie van de Carukiidae.

## Soorten
- Malo bella Gershwin, 2014
- Malo filipina Bentlage & Lewis, 2012
- Malo kingi Gershwin, 2007
- Malo maxima Gershwin, 2005